# Котикское муниципальное образование
Котикское муниципальное образование — сельское поселение в Тулунском районе Иркутской области России. Административный центр — село Котик.

## Демография
| 2010  | 2011  | 2012  | 2013  | 2014  | 2015  | 2016  |
| ----- | ----- | ----- | ----- | ----- | ----- | ----- |
| 1938  | ↘1932 | ↘1861 | ↘1818 | ↘1770 | ↘1744 | ↘1715 |
| 2017  |       |       |       |       |       |       |
| ↘1701 |       |       |       |       |       |       |

По результатам Всероссийской переписи населения 2010 года
численность населения муниципального образования составила 1938 человек, в том числе 890 мужчин и 1048 женщин.

## Населённые пункты
В состав муниципального образования входят населённые пункты:
1. Котик
2. Заусаева
3. Красная Дубрава
4. Малый Утайчик
5. Утай